# Kategoria Superiore 2021-2022
La Kategoria Superiore 2021-2022 è stata l'83ª edizione della massima serie del campionato albanese di calcio, iniziata il 10 settembre 2021 e terminata il 26 maggio 2022. Il Teuta era la squadra campione in carica. Il Tirana si è laureato campione per la ventiseiesima volta nella propria storia.

## Novità
Dalla Kategoria e Parë sono stati promossi la Dinamo Tirana, che torna in massima serie dopo nove anni di assenza, e l'Egnatia che torna dopo sedici anni. Prendono il posto dell'Apolonia Fier e del Bylis Ballsh che sono retrocessi dalla stagione precedente.

## Formula
La squadra campione è ammessa al primo turno di qualificazione della UEFA Champions League 2022-2023.

La seconda e la terza classificata sono ammesse al primo turno di qualificazione della UEFA Europa Conference League 2022-2023.

La terz'ultima classificata disputa i play-out.

Le ultime due classificate sono retrocesse direttamente in Kategoria e Parë.

## Squadre partecipanti
| Club             | Città      | Stadio                   | Stagione precedente          |
| ---------------- | ---------- | ------------------------ | ---------------------------- |
| Dinamo Tirana    | Tirana     | Stadiumi Selman Stërmasi | 2º posto in Kategoria e Parë |
| Egnatia          | Rrogozhinë | Rrogozhinë Stadium       | 1º posto in Kategoria e Parë |
| Kastrioti        | Kruja      | Stadio Kamëz (Kamëz)     | 8º posto                     |
| Kukësi           | Kukës      | Stadio Zeqir Ymeri       | 6º posto                     |
| Laçi             | Laç        | Stadio Laçi              | 4º posto                     |
| Partizani Tirana | Tirana     | Arena Kombëtare          | 3º posto                     |
| Skënderbeu       | Coriza     | Stadio Skënderbeu        | 7º posto                     |
| Teuta            | Durazzo    | Stadio Niko Dovana       | Campione d'Albania           |
| Tirana           | Tirana     | Stadiumi Selman Stërmasi | 5º posto                     |
| Vllaznia         | Scutari    | Stadio Loro-Boriçi       | 2º posto                     |

## Allenatori
| Club             | Allenatore                                                                               |
| ---------------- | ---------------------------------------------------------------------------------------- |
| Dinamo Tirana    | Bledi Shkëmbi (1ª-19ª) Bledar Devolli (20ª-25ª) Rodolfo Vanoli (26ª-36ª)                 |
| Egnatia          | Gugash Magani (1ª-10ª) Perparim Daiu (11ª) Zekirija Ramadani (12ª-36ª)                   |
| Kastrioti        | Ramadan Ndreu (1ª-15ª) Emiliano Çela (16ª-36ª)                                           |
| Kukësi           | Diego Longo                                                                              |
| Laçi             | Dejan Vukićević (1ª-5ª) Siero Noka (6ª) Mirel Josa (7ª-27ª) Shpëtim Duro (28ª-36ª)       |
| Partizani Tirana | Ilir Daja (1ª-15ª) Dritan Mehmeti (16ª-36ª)                                              |
| Skënderbeu       | Migen Memelli (1ª-24ª) Skënder Gega (25ª-33ª) Gentian Liçi (34ª-36ª)                     |
| Teuta            | Edi Martini (1ª-10ª) Renato Arapi (11ª-13ª) Edi Martini (14ª-17ª) Renato Arapi (18ª-36ª) |
| Tirana           | Orges Shehi                                                                              |
| Vllaznia         | Thomas Brdarić (1ª-25ª) Elvis Plori (26ª-34ª) Mirel Josa (35ª-36ª)                       |

## Classifica finale
Fonte: Sito ufficiale.
|       | Pos. | Squadra          | Pt | G  | V  | N  | P  | GF | GS | DR  |
| ----- | ---- | ---------------- | -- | -- | -- | -- | -- | -- | -- | --- |
|       | 1.   | Tirana           | 73 | 36 | 22 | 7  | 7  | 64 | 27 | +37 |
|       | 2.   | Laçi             | 63 | 36 | 18 | 9  | 9  | 52 | 33 | +19 |
|       | 3.   | Partizani Tirana | 58 | 36 | 15 | 13 | 8  | 52 | 30 | +22 |
|       | 4.   | Kukësi           | 55 | 36 | 15 | 10 | 11 | 50 | 44 | +6  |
| [ 4 ] | 5.   | Vllaznia         | 55 | 36 | 13 | 16 | 7  | 47 | 38 | +9  |
|       | 6.   | Teuta            | 50 | 36 | 13 | 11 | 12 | 39 | 44 | -5  |
|       | 7.   | Kastrioti        | 43 | 36 | 13 | 4  | 19 | 30 | 54 | -24 |
|       | 8.   | Egnatia          | 35 | 36 | 8  | 11 | 17 | 30 | 49 | -19 |
|       | 9.   | Dinamo Tirana    | 29 | 36 | 6  | 11 | 19 | 21 | 46 | -25 |
|       | 10.  | Skënderbeu       | 26 | 36 | 4  | 14 | 18 | 23 | 43 | -20 |

Legenda:
      Campione di Albania e ammessa alla UEFA Champions League 2022-2023
      Ammesse alla UEFA Europa Conference League 2022-2023
  Partecipa ai play-out.
      Retrocesse in Kategoria e Parë 2022-2023
Tre punti per la vittoria, uno per il pareggio, zero per la sconfitta.

## Risultati

### Prima fase (1ª-18ª giornata)
|                | Din | Egn | Kas | Kuk | Laç | PTi | Skë | Teu | Tir | Vll |
| Dinamo Tirana  |     | 1-1 | 1-0 | 0-1 | 1-1 | 1-1 | 0-0 | 0-1 | 0-1 | 0-0 |
| Egnatia        | 1-1 |     | 2-1 | 1-3 | 0-2 | 0-3 | 1-1 | 0-1 | 0-2 | 1-1 |
| Kastrioti      | 0-2 | 1-0 |     | 1-6 | 0-1 | 0-2 | 2-0 | 2-0 | 1-1 | 0-1 |
| Kukësi         | 0-1 | 2-0 | 3-1 |     | 1-2 | 2-1 | 1-0 | 2-3 | 2-1 | 2-0 |
| Laçi           | 5-0 | 0-1 | 2-0 | 2-2 |     | 1-0 | 2-0 | 2-0 | 1-0 | 3-5 |
| Partizani Tir. | 1-0 | 1-1 | 0-0 | 1-1 | 1-1 |     | 2-1 | 2-1 | 1-2 | 1-1 |
| Skënderbeu     | 0-1 | 2-0 | 2-1 | 2-1 | 0-0 | 1-1 |     | 0-1 | 0-0 | 0-0 |
| Teuta          | 0-0 | 1-2 | 1-1 | 0-0 | 2-4 | 1-0 | 2-2 |     | 2-3 | 1-1 |
| Tirana         | 4-0 | 1-1 | 3-0 | 4-0 | 2-0 | 1-0 | 4-2 | 2-1 |     | 0-0 |
| Vllaznia       | 6-3 | 1-1 | 3-1 | 1-1 | 1-0 | 1-0 | 2-0 | 1-1 | 0-2 |     |

### Seconda fase (19ª-36ª giornata)
|                | Din | Egn | Kas | Kuk | Laç | PTi | Skë | Teu | Tir | Vll |
| Dinamo Tirana  |     | 0-2 | 0-1 | 0-2 | 0-1 | 0-0 | 1-1 | 0-1 | 2-1 | 0-0 |
| Egnatia        | 1-1 |     | 2-1 | 0-2 | 0-2 | 0-1 | 2-0 | 0-1 | 0-3 | 3-0 |
| Kastrioti      | 2-0 | 2-1 |     | 1-0 | 1-1 | 1-0 | 1-0 | 0-1 | 2-1 | 1-3 |
| Kukësi         | 2-1 | 1-1 | 4-0 |     | 0-0 | 1-2 | 1-0 | 1-1 | 0-0 | 0-0 |
| Laçi           | 2-1 | 0-0 | 4-1 | 3-0 |     | 3-4 | 0-0 | 0-1 | 1-0 | 1-0 |
| Partizani Tir. | 3-1 | 2-2 | 4-0 | 5-0 | 2-1 |     | 0-0 | 3-1 | 1-2 | 1-1 |
| Skënderbeu     | 0-1 | 0-1 | 2-0 | 1-1 | 1-2 | 1-2 |     | 0-0 | 0-4 | 2-2 |
| Teuta          | 1-0 | 3-1 | 0-1 | 4-1 | 2-1 | 0-4 | 0-0 |     | 0-2 | 1-1 |
| Tirana         | 1-0 | 2-0 | 0-1 | 2-3 | 4-1 | 0-0 | 3-2 | 1-1 |     | 3-1 |
| Vllaznia       | 2-1 | 3-1 | 1-2 | 2-1 | 0-0 | 0-0 | 1-0 | 4-2 | 1-2 |     |

## Spareggio promozione-retrocessione
|         | Risultati |        | Luogo e data               |
| ------- | --------- | ------ | -------------------------- |
| Egnatia | 2 - 0     | Korabi | Rrogozhinë, 31 maggio 2022 |
|         |           |        |                            |

## Statistiche

### Individuali

#### Classifica marcatori
Fonte: Sito ufficiale.
| Gol |  |  | Giocatore      | Squadra                        |
| --- |  |  | -------------- | ------------------------------ |
| 19  |  |  | Saliou Guindo  | Laçi                           |
| 19  |  |  | Taulant Seferi | Tirana                         |
| 14  |  |  | Redon Xhixha   | Tirana                         |
| 12  |  |  | Liridon Latifi | Vllaznia                       |
| 12  |  |  | Stênio Júnior  | Partizani Tirana               |
| 10  |  |  | Ante Aralica   | Vllaznia                       |
| 10  |  |  | Edi Baša       | Kukësi                         |
| 10  |  |  | Pedro          | Egnatia                        |
| 10  |  |  | Rubin Hebaj    | Teuta                          |
| 10  |  |  | Tedi Cara      | Partizani Tirana               |
| 10  |  |  | Xhuliano Skuka | Dinamo Tirana Partizani Tirana |